# 정촌초등학교
정촌초등학교는 대한민국 경상남도 진주시 가좌동에 위치해 있는 공립 초등학교이다.

## 학교 연혁
- 1915년 8월 15일 설립인가
- 1916년 4월10일 정촌공립보통학교(4년제) 개교(가좌동 533)
- 1923년 4월 1일 수업연한 6년으로 연장 인가
- 1925년 5월 3일 해동으로 학교 이전(정촌면 화개길 177)
- 1937년 5월 6일 예하분교장 개교
- 1938년 4월 1일 정촌공립심상소학교로 교명 변경[1]
- 1941년 3월 20일 정촌면 호탄리[2]로 학교 이전
- 1941년 4월 1일 정촌공립국민학교로 교명 변경[3]
- 1943년 6월 1일 예하분교장이 예하공립국민학교로 설립 인가
- 1944년 5월 1일 관봉분교장 설립 인가
- 1973년 7월 1일 진주시로 편입
- 1980년 2월 21일 병설유치원 설립인가
- 1994년 3월 2일 학교 확장이전(가좌동 691) (29학급, 유치원2학급 편성)
- 1996년 3월 1일 정촌초등학교로 교명 변경[4]
- 1996년 4월 10일 정촌 80년사 발간
- 1999년 5월 1일 진주교육대학교 교육실습 협력학교 운영(5년 10개월)
- 2016년 4월 10일 개교 100주년 기념과 개관 및 기념식
- 2017년 3월 1일 제26대 이정구 교장 부임
- 2018년 2월 14일 제96회 졸업식(총 9,816명 졸업)
- 2018년 3월 1일 32학급 편성(특수 2학급), 병설유치원 3학급 편성
- 2019년 2월 19일 제97회 졸업식(총 9,932명 졸업)
- 2019년 3월 1일 31학급 편성(특수 2학급), 병설유치원 3학급 편성

## 학교 상징
- 교화 - 장미 : 아름다운 사랑과 우정을 나누면서 자기 소질 계발에 정진하는 정촌 가족
- 교목 - 은행나무 : 몸과 마음을 튼튼하게 단련하여 어떠한 어려움도 이겨내는 정촌 가족

## 참고 자료
- 정촌초등학교 - 한국교육학술정보원 학교알리미